# Alina Gnädig
Alina Gnädig (* 6. Juli 2007) ist eine deutsche Fußballspielerin, die das Fußballspielen beim 1. FFC Turbine Potsdam erlernt hat und sowohl für die zweite als auch für die erste Mannschaft bereits Punktspiele in der dritthöchsten und der höchsten Spielklasse bestritt.

## Karriere

### Vereine
Gnädig spielte zunächst in der Saison 2021/22 für die B-Jugendmannschaft des 1. FFC Turbine Potsdam als Stürmerin in der Staffel Nord/Nordost der B-Juniorinnen-Bundesliga und bestritt 22 von 26 Punktspiele.
Noch als B-Juniorin kam sie für die in der drittklassigen Regionalliga Nordost spielende Zweitvertretung sporadisch zu ihren ersten sieben Punktspielen im Seniorinnenbereich zum Einsatz; beginnend mit der 0:3-Niederlage im Auswärtsspiel gegen den FC Viktoria 1889 Berlin zum Saisonstart am 19. August 2023 – von Beginn an und 90 Minuten lang. Ihre ersten beiden Tore erzielte sie in ihrem fünften Punktspiel am 24. März 2024 (15. Spieltag) beim 5:1-Sieg im Auswärtsspiel gegen den 1. FFV Erfurt mit den Treffern zum 2:0 und 3:0 in der 51. und 65. Minute. In der Folgesaison – in den Kader dauerhaft aufgerückt – bestritt sie bereits elf Punktspiele, in denen ihr fünf Tore gelangen. Ihr Debüt für die in der Bundesliga vertretenen ersten Mannschaft gab sie am 8. März 2025 (16. Spieltag) bei der 0:1-Niederlage im Heimspiel gegen den SC Freiburg mit Einwechslung für die verletzte Caroline Krawczyk ab der 32. Minute.

### Auswahl- / Nationalmannschaft
Gnädig nahm als Spielerin der U16-Auswahlmannschaft des Fußball-Landesverbandes Brandenburg zweimal am Turnier um den DFB-Länderpokal an der Sportschule Wedau in Duisburg teil, zunächst in drei Spielen vom 6. bis 8. April 2022, dann in drei Spielen vom  30. März bis zum 1. April 2023. Bei ihrer zweiten Teilnahme erzielte sie im ersten Spiel am 30. März 2023 beim 10:2-Sieg über die U16-Auswahlmannschaft des Südwestdeutschen Fußballverbandes mit dem Treffer zum 3:2 in der zwölften Minute ihr einziges Turniertor.
Für die U19-Auswahlmannschaft des Fußball-Landesverbandes Brandenburg kam sie vom 1. bis 3. Oktober 2024 zu drei Turnierspielen. Im ersten Spiel gegen die U19-Auswahlmannschaft des Bremer Fußball-Verbandes erzielte sie das Tor zum 2:0-Endstand in der 42. Minute. Ihr zweites Tor gelang ihr im zweiten Spiel bei der 1:3-Niederlage gegen die Auswahlmannschaft des Sächsischen Fußballverbandes mit der Tor zur 1:0-Führung ihrer Mannschaft in der 16. Minute.
Für den DFB kam sie als Nationalspielerin in der U16-Nationalmannschaft einzig am 11. Mai 2023 im Whitehall Stadium von Dublin beim 2:0-Sieg im Freundschaftsspiel gegen die U16-Nationalmannschaft Irlands zu ihrem Länderspieldebüt; sie wurde in der 64. Minute für Felicia Sträßer eingewechselt.